# Aigars Kalvītis
Aigars Kalvītis (27. juni 1966 i Riga i Lettiske SSR) er en lettisk politiker.
Kalvītis var en af grundlæggerne af Folkepartiet i 1997, året efter blev han valgt ind i Letlands parlament, Saeima. Fra 1999-2000 var han jordbrugsminister, fra 2000-2002 var han økonomiminister. I år 2002 blev han genvalgt til Saeima, hvor han blev gruppeleder for Folkepartiet. 
I perioden fra 2. december 2004 til 20. december 2007 var Kalvītis Letlands ministerpræsident. I den første periode var han leder af en koalitionsregering bestående af fire partier, men fra april 2006, hvor et af partierne trådte ud af regeringen, var Kalvītis leder af en mindretalsregering.
Aigars Kalvītis blev afløst på posten som ministerpræsident af Ivars Godmanis, der også var Letlands første premierminister 1990-93.